# Gonomyia bimucronata
Gonomyia bimucronata är en tvåvingeart som beskrevs av Alexander 1941. Gonomyia bimucronata ingår i släktet Gonomyia och familjen småharkrankar. Inga underarter finns listade i Catalogue of Life.